# Histonă

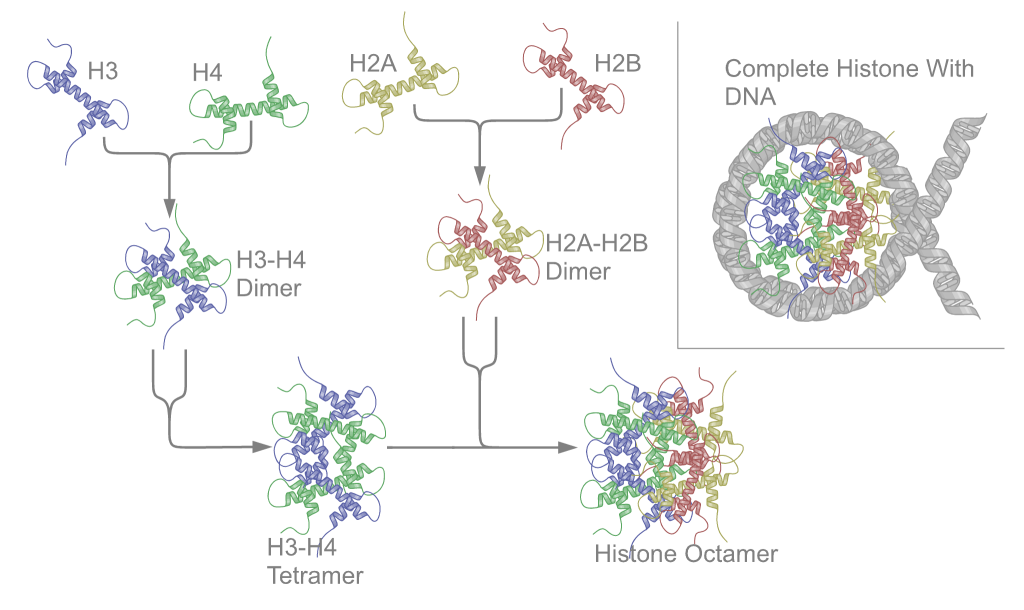
Reprezentare schematică a modelului structural al nucleozomilor, care sunt formați din histone.

În biologie, histonele sau proteinele histonice sunt proteine alcaline întâlnite în nucleul celulelor eucariote, a căror rol este de a aduna ADN-ul și de a-l uni în unități structurale numite nucleozomi, ca parte a cromozomului. 
Proteinele histonice sunt principalele componente proteice ale cromatinei, reprezentând baza pe care se răsucește ADN-ul, astfel că dacă acestea nu ar exista, ADN-ul nespiralizat ar fi foarte lung. De exemplu, fiecare celulă umană conține aproximativ 1,8 metri de ADN, dar răsucit pe histone acesta măsoară doar 90 de micrometri ca parte a cromatinei, iar în urma replicării și condensării din timpul mitozei, devine lung de aproximativ 120 micrometri. 

## Tipuri
Clasificarea histonelor se face în funcție de conținutul în arginină și lizină, existând 5 tipuri sau familii: H1, H2A, H2B, H3 și H4.  În cadrul fiecărei categorii de histone se deosebesc și subtipuri.
Există și o histonă H5, dar aceasta este prezentă doar în eritrocitele păsărilor (care sunt nucleate), unde înlocuiește histona H1. 